# Kościół św. Wawrzyńca w Drammen
Kościół św. Wawrzyńca (nor. St. Laurentius kirke) – rzymskokatolicka świątynia parafialna znajdująca się w norweskim mieście Drammen.
W kościele nabożeństwa odprawiane są m.in. w języku polskim.

## Historia
Przed wzniesieniem kościoła, w II połowie XIX wieku, nabożeństwa odprawiano w domu rzeźnika Gustava Adolfa Thielemanna. W styczniu 1899 rozpoczęto budowę kościoła. Budynek konsekrował 19 listopada 1899 bp Johannes Olav Fallize, a proboszczem został Henrik Wuller. Była to budowla drewniana. W 1900 otwarto szkołę katolicką, a 1 maja 1907 otwarto szpital z 20 łóżkami. W 1914 do kościoła wprowadzono elektryczne oświetlenie, a w 1935 wzniesiono nowy budynek plebanii. Po II wojnie światowej do wspólnoty dołączało coraz więcej osób, w związku z czym rozpoczęto budowę nowego kościoła. W 1997 odprawiono pierwszą mszę, a kościół konsekrowano w 1998.